# أسد (اسم)
أَسَد هو اسم علم مذكر من أصل عربي، ومعناه هو الحيوان المفترس ملك الغابة.

## شخصيات تحمل الاسم
أسد الله أسدي دبلوماسي ايراني
أسد بن هاشم جد الامام علي بن أبي طالب لأمه
أسد بن الفرات فقيه حنفي ومالكي وقائد عسكري مسلم
أسد بن عبد الله القسري والي خراسان في عهد الدوله الأموية 
أسد بن عبد العزى بن قصي احد اجداد خديجة بنت خويلد
أسد بن موسى محدث مصري من الثقات
أسد حيدر مؤرخ ديني عراقي
أسد حفيظ طبيب باكستاني
أسد حمزة عالم سني من اثيوبيا
أسد خان الوزير الاعظم في دولة المغول الهندية
أسد دوراني جنرال باكستاني متقاعد
أسد رستم مؤرخ لبناني
أسد عزي فنان تشكيلي فلسطيني
أسد عبيدي مهندس باكستاني
أسد عمر سياسي باكستاني
أسد فولادكار مخرج لبناني
أسد قيصر سياسي باكستاني
أسد ملحم جمال ضابط وسياسي وكاتب لبناني
أسد محمود (ممثل) ممثل ومخرج كويتي
أسد بن كعب القرظي صحابي من اعيان بني قريضة
أسد بن كرز البجلي صحابي جليل
أسد بن سامان مؤسس السلالة السامانية في إيران 
أسد بن يزيد الشيباني والي ارمينية
أسد تقي رياضي كويتي

## اماكن
أسد خان (قرة باشلو) قرية في إيران 
أسد خاني (شيروان) منطقة سكنية في إيران 
أسد قشلاقي قرية في إيران 
أسد كندي قرية في إيران 